# Walter Georg Kühne
Walter Georg Kühne (Berlijn, 26 februari 1911 - aldaar, 16 maart 1991) was een Duitse paleontoloog, bekend als een legendarische ontdekker van zoogdieren uit het Mesozoïcum. Hij studeerde in maart 1930 af aan de kostschool voor Reformpädagogik Schule am Meer op het eiland Juist in Pruisen. In 1958 richtte hij het Instituut voor Paleontologie van de Vrije Universiteit van Berlijn op. Zijn studies waren specifiek gericht op microfaunae uit het Mesozoïcum en probeerden de geschiedenis van de oudste zoogdieren aan het licht te brengen, die tot de jaren 1960 bijna onbekend was. Vóór hem waren de vondsten van kleine soorten in de continentale afzettingen uit het Mesozoïcum meestal toevallig. Zijn inspanningen werden sterker geconcentreerd op opgravingen in bruinkoolmijnen die hij beschouwde als de primaire afzettingen voor de overblijfselen van gewervelde landdieren. Dankzij zijn inspanningen konden nieuwe soorten worden beschreven die werden geïnterpreteerd als de meest basale zoogdieren zoals Morganucodon en Kuehneotherium, evenals het proto-zoogdier Oligokyphus.
Hij was de eerste die het immense paleontologische erfgoed van de beroemde bruinkoolmijn van Guimarota in Portugal ontdekte om methodologische, nauwkeurige opgravingen in het gebied te starten.

## Kindertijd, jeugd en gezin
Hij werd geboren tijdens het Duitse Keizerrijk als zoon van de in Berlijn geboren schilder, tekenaar en graficus Walter Kühne (1875-1956) en zijn vrouw Renata von Stülpnagel (1880-1945), die in mei 1901 waren getrouwd. Hij had een oudere broer en zus, Wolfgang (1902-1935) en Maria (1907-1987), genaamd 'Lauchen'. De linkshandige bracht het grootste deel van zijn jeugd door in Lausitz, waar zijn ouders in 1907 een landhuis aan de rand van de stad lieten bouwen, dat in het jaar van zijn geboorte werd uitgebreid met aanbouw.

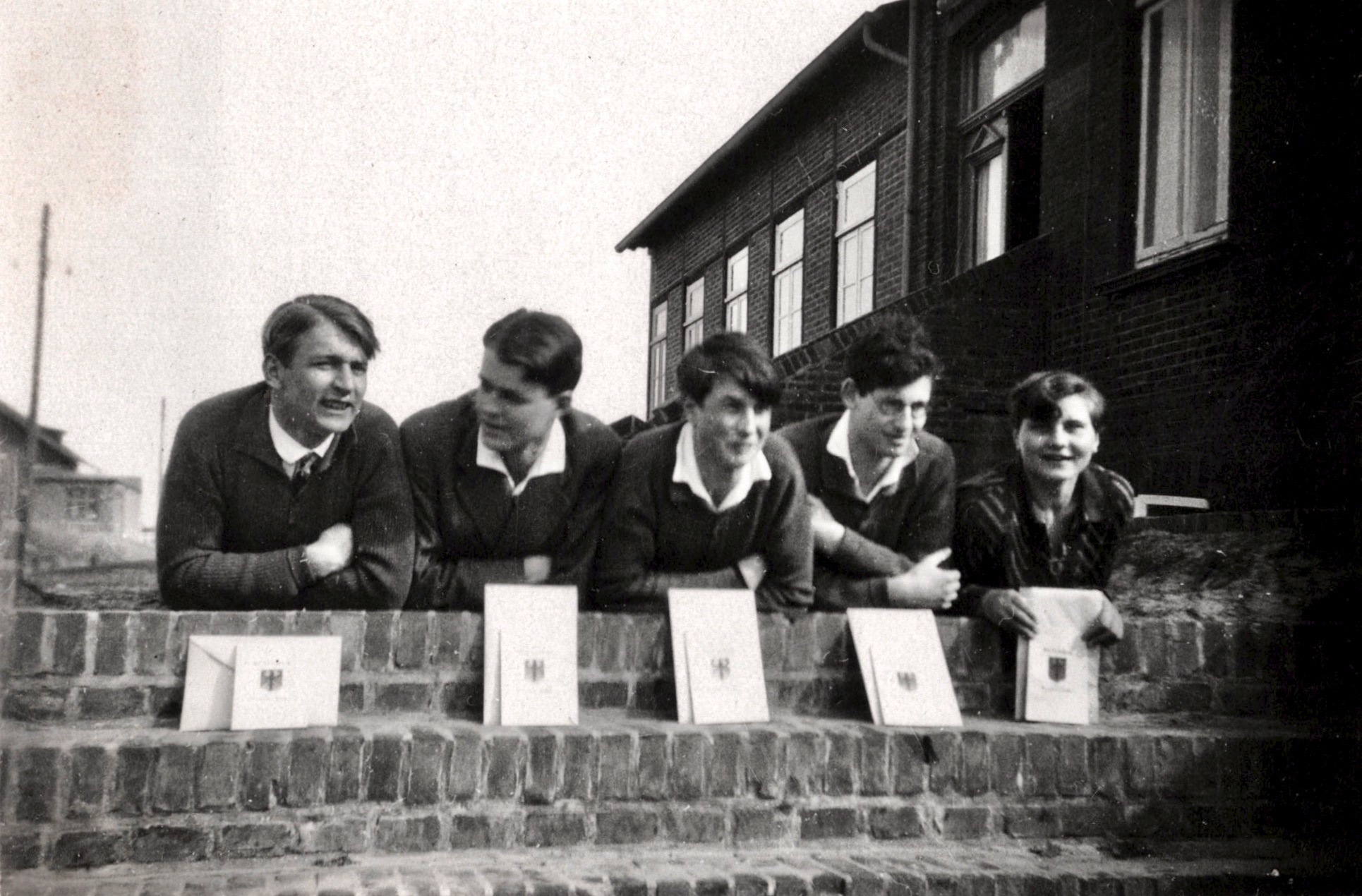
Kühne krijgt zijn diploma in maart 1930

Walter Georg Kühne was twee keer getrouwd; zijn eerste huwelijk was met Charlotte Petsche van 1934 tot hun scheiding in 1956; hij had in die periode een onwettige zoon. Tijdens zijn tweede huwelijk uit 1959 met zijn verre nicht Ursula Kühne, had hij na zijn pensionering nog twee buitenechtelijke kinderen.

## School
Walter Georg Kühne bezocht eerst de Reformpädagogische Freie Schul- und Werkgemeinschaft Sinntalhof bij Brückenau in Neder-Franken, opgericht in 1920 door Ernst Putz, Gertrud (1889-1977) en Max Bondy. Kühne bleef zijn hele leven bevriend met Ernst Putz, in nationaalsocialistisch-voorarrest tot diens zelfmoord in 1933.
Nadat het internaat op de Sinntalhof was gesloten, stapte Walter Georg vanaf 1923 over naar de vrijeschoolgemeenschap in Wickersdorf bij Saalfeld in het Thüringerwoud. Zijn broer en zus Wolfgang van 1915 tot 1919 en Maria van 1922 tot 1923 hadden eerder dit landelijke onderwijshuis bezocht. Zijn vader werkte daar als tekenleraar van maart 1915 tot december 1916.
Toen de afscheiding in 1924/1925 plaatsvond, stapte Walter Georg Kühne op 30 april 1925 over naar het hoger tertiair (9e leerjaar) op de door Martin Luserke, Paul Reiner, Rudolf Aeschlimann en Fritz Hafner gestichte openluchtschool Schule am Meer op het Oost-Friese Noordzee-eiland Juist. Daar slaagde hij in maart 1930 voor zijn toelatingsexamen samen met Hans-Ulrich Arnold (geboren 24 juni 1908 in Kiel), Gerhard Bry, Felix Henn (geboren 10 maart 1910 in Frankfurt am Main) en Hild Wehnert (geboren 26 maart 1911 in Wrocław).

## Professionele ontwikkeling
Hij begon geologie en paleontologie te studeren aan de Friedrich Wilhelm Universiteit in Berlijn, maar na drie semesters stapte hij over naar de Martin Luther Universiteit in Halle an der Saale, waar hij de aandacht trok van de paleontoloog en geoloog Johannes Weigelt. Daaropvolgend werd hij door deze financieel ondersteund en uitgerust met de cruciale bekwaamheden voor zijn paleontologische carrière.
Na de machtsovername door de nationaalsocialisten werd Kühne in 1933 negen maanden in hechtenis gehouden wegens het verspreiden van communistische leuzen en werd daarom datzelfde jaar, op 6 oktober 1933, de universiteit van Halle uitgezet.
Na zijn vrijlating moest hij het hoofd boven water houden door middel van een breed scala aan activiteiten, het verkopen van fossielen die hij zelf had verzameld, het werken als bibliothecaris, het schrijven van populairwetenschappelijke artikelen en het samenstellen van documenten voor een register van middeleeuwse kerkklokken met draadreliëfs voor de Pruisische Generalkonservator. In 1934 trouwde hij.
De politieke druk in de nazistaat nam gestaag toe en drukte ook zijn stempel op Kühne. Hij emigreerde in januari 1939 met zijn vrouw Charlotte naar Engeland. Nadat de oorlog was verklaard, werd het paar behandeld als vreemdelingen uit een vijandige staat en werden ze van 1940 tot 1944 op het eiland Man geïnterneerd. Na hun vrijlating en het einde van de oorlog bleven beide echter in Engeland, een beslissing die van groot belang zou blijken te zijn voor de paleontologie van gewervelde dieren.

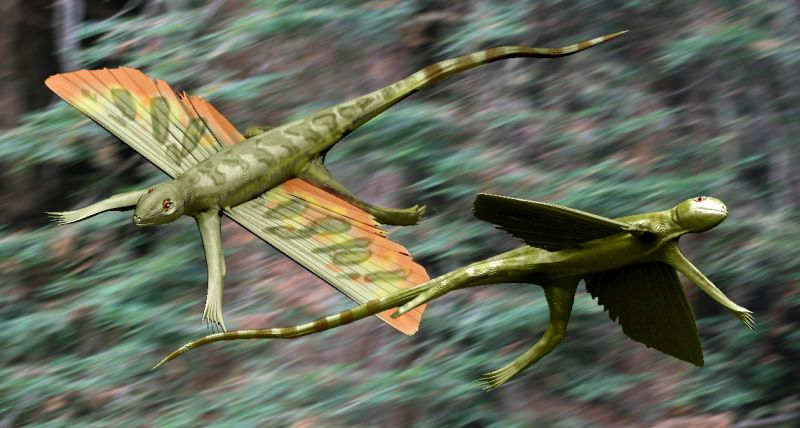
Kuehnesaurus en Kuehnesuchus

In 1939, getraind door zijn ervaringen in Duitsland, ontdekte hij spleetvullingen uit het Mesozoïcum tijdens een zoektocht naar fossielen in sedimenten uit het Paleozoïcum van Zuid-Engeland en Wales, die, samen met andere belangrijke gewervelde overblijfselen, het eerste bewijs leverden van onmiskenbare zoogdieren van de Rhaetien/Lias grens. Na ontdekkingen in Wales in de jaren 1940 was hij de eerste die Morganucodon beschreef, een van de oudste zoogdieren. In 1946 beschreef hij de zwevende hagedis Kuehneosaurus uit het Trias, naar hem vernoemd op basis van vondsten in het zuidwesten van Engeland. Kühne mocht aan het University College in Londen werken aan het materiaal dat hij vond van de therapside Oligokyphus onder leiding van D.M.S. Watson. Op deze studie promoveerde hij in 1949 aan de Rheinische Friedrich-Wilhelms-Universität in Bonn. In 1956 schreef hij de monografie The liassic therapsid Oligokyphus, die werd uitgegeven door het British Museum (Natural History).

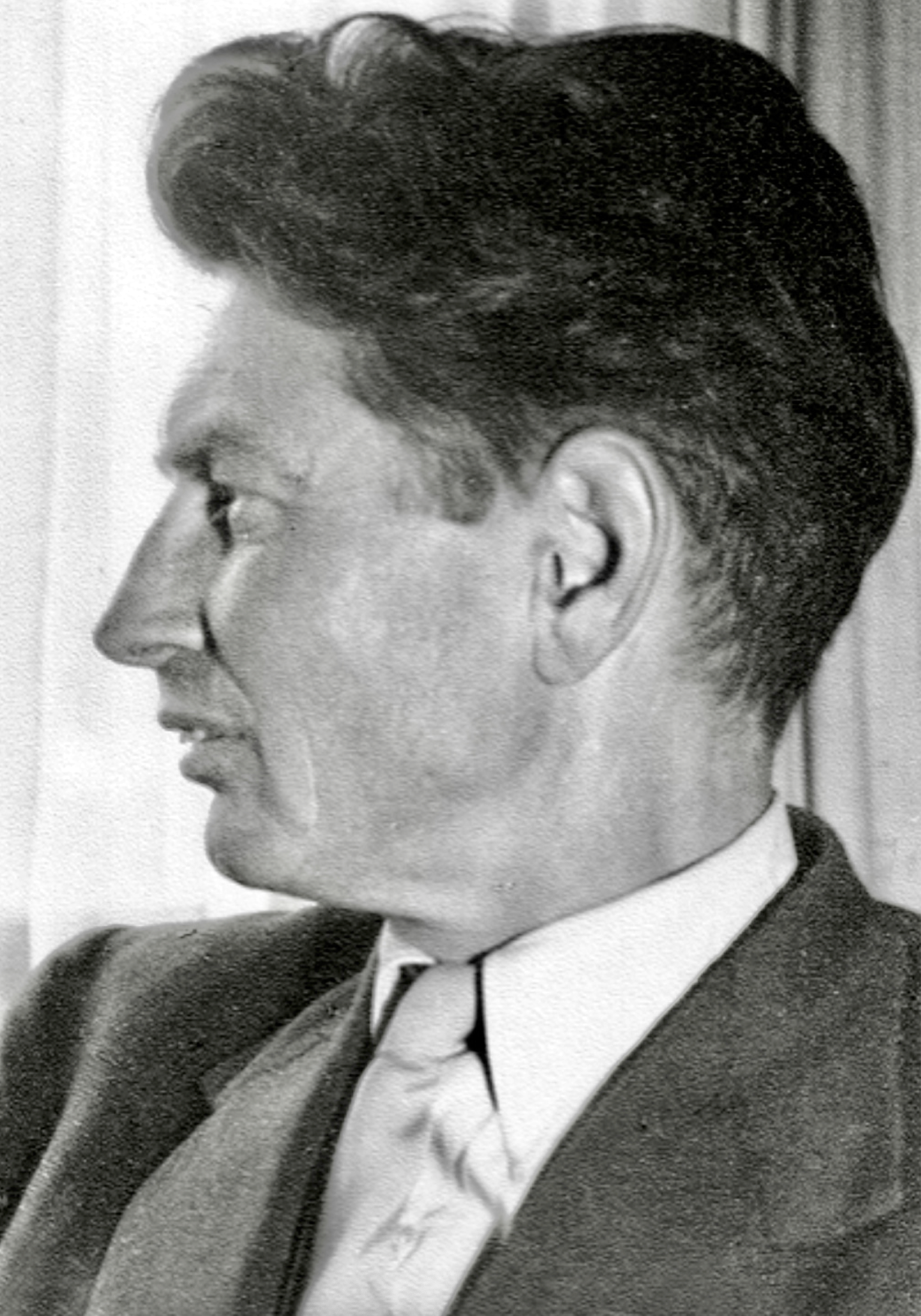
Kühne in de jaren vijftig

In 1952 keerde Kühne terug naar Duitsland. De Humboldt-universiteit, nu in Oost-Berlijn, was blijkbaar niet geïnteresseerd in hem of zijn onderwerp. Kühne had moeite om het hoofd boven water te houden door fossielen te verkopen. De belangrijkste bron van inkomsten bleken blijkbaar de kleine, grillige graptolieten te zijn die hij met grote technische vaardigheid ontdekte met behulp van een zuurproces.
In 1956 bood de Vrije Universiteit in West-Berlijn, opgericht in 1948, hem een lectoraat paleontologie aan aan het Geologisch-Paleontologisch Instituut van de Faculteit Wiskunde en Natuurwetenschappen, waarvoor met name Max Richter campagne had gevoerd. Daardoor wist Kühne een kring van jonge mensen om zich heen te verzamelen, die hij enthousiast kon maken voor fossielen en evolutie. Vanuit deze kern ontstond binnen het Instituut de afdeling Paleontologie, wiens werk grotendeels afhankelijk was van de kunst van het improviseren, maar die onder leiding van Kühne vakkundig wist te beoefenen. In 1963 werd de leerstoel voor paleontologie opgericht. Kühne werd in 1966 eerst benoemd tot universitair hoofddocent, daarna leerstoelhouder en ten slotte gewoon hoogleraar. In 1971 werd de leerstoel een onafhankelijk instituut voor paleontologie.
Eind jaren 1950 richtte Kühne zich geleidelijk aan op de vroege geschiedenis van zoogdieren. Hij verdiende bijzondere verdienste door niet te willen beperken tot min of meer per ongeluk ontdekt materiaal. In plaats daarvan begon hij specifiek te zoeken naar objecten van zijn interesse en criteria voor deze zoektocht te definiëren. Daarmee toonde hij de paleontologie een nieuwe, beslissende weg. Hij ontwikkelde een levendige prospectieactiviteit in Spanje en Portugal, waarbij verschillende zoogdierlocaties werden ontdekt, waaronder de Guimarota-groeve bij Leiria in centraal Portugal in 1959, die toen vanaf 1973 Kühne's leerling Bernard Krebs een fauna van Jura-zoogdieren bezorgde die op dit gebied onovertroffen is. In 1976 ging Kühne met pensioen.
Kühne beschouwde het zoeken naar verborgen, niet voor iedereen toegankelijke dingen, als een praktische toepassing van de Marxistische leer van het dialectisch materialisme. Hij presenteerde deze visie in zijn werk Paleontology and Dialectical Materialism uit 1979, dat in Oost-Duitsland werd gepubliceerd.
Hij overleed op 80-jarige leeftijd. Omdat hij zijn lichaam aan de wetenschap had geschonken, werd hij pas twee jaar later in Jamlitz begraven.

## Eerbetoon
Het geslacht van vroege zoogdieren Kuehneotherium en de dinosauriër Alocodon kuenei zijn naar hem vernoemd, evenals Kuehneosaurus.

## Werken
- Fadenreliefs mittelalterlicher Kirchenglocken. In: Atlantis – Länder, Völker, Reisen. Martin Hürlimann (Hrsg.), Jahrgang X, Heft 8, Leipzig/Zürich 1938, S. 461–465
- The Tritylodontid reptile Oligokyphus. Inaugural-Dissertation, Mathematisch-naturwissenschaftliche Fakultät, Rheinische Friedrich-Wilhelms-Universität, Bonn 1949, OCLC 720474998
- The Liassic Therapsid Oligokyphus, London, British Museum 1956, OCLC 30187575
- Rhaetische Triconodonten aus Glamorgan. Ihre Stellung zwischen den Klassen Reptilia und Mammalia und ihre Bedeutung für die Reichart'sche Theorie (Habilitationsschrift), 12. Juli 1958. In: Paläontologische Zeitschrift, Band 32, Nr. 3/4, 1958, S. 197–235, OCLC 73957752
- met Bernard Krebs: History of discovery, report on the work performed, procedure, technique and generalities, in: Friedrich-Franz Helmdach u. a., Contribuição para a fauna do Kimeridgiano da mina de lignito Guimarota (Leiria, Portugal), Memórias dos Serviços Geológicos de Portugal, Direçcâo Geral de Minas e Serviços Geológicos de Portugal (Herausgeber), Lissabon 1968, OCLC 312490177
- Paläontologie und dialektischer Materialismus. VEB Gustav Fischer Verlag, Jena 1979, OCLC 7009219
- Paleontology and dialectis (= Documenta naturae, 62). Kanzler, München 1986, OCLC 75626535
- Quo vadis, Paläontologie? Paläontologische Essays von Walter Georg Kühne 1943–1990 (= Documenta naturae, 113). Rolf Kohring, Thomas Schlüter (Hrsg.), München 1997, OCLC 48724043